# 伊瓦諾夫卡事件
伊瓦諾夫卡事件（日语：イワノフカ事件），是日軍出兵西伯利亞期間，在俄國遠東地區阿穆爾州布拉戈維申斯克郊外的伊瓦諾夫卡村一起針對平民的屠殺事件。

## 歷史
1919年3月開始，日本趁著俄羅斯爆發內戰期間出兵西伯利亞。1919年3月22日，日軍懷疑在伊瓦諾夫卡村（位於中俄邊境的阿穆爾河一帶）有抗日游擊隊活動。於是藉故掃蕩連同兒童、婦女槍殺了257人，另有36人被關入屋中燒死，共約300人死亡。

## 近年
2009年7月12日，伊瓦諾夫卡村對該事件舉辦了90週年的追思儀式。

## 外部連結
- （日語）ロシア住民虐殺で追悼式典　イワノフカ事件９０年